# Daniel Lloyd (autocoureur)

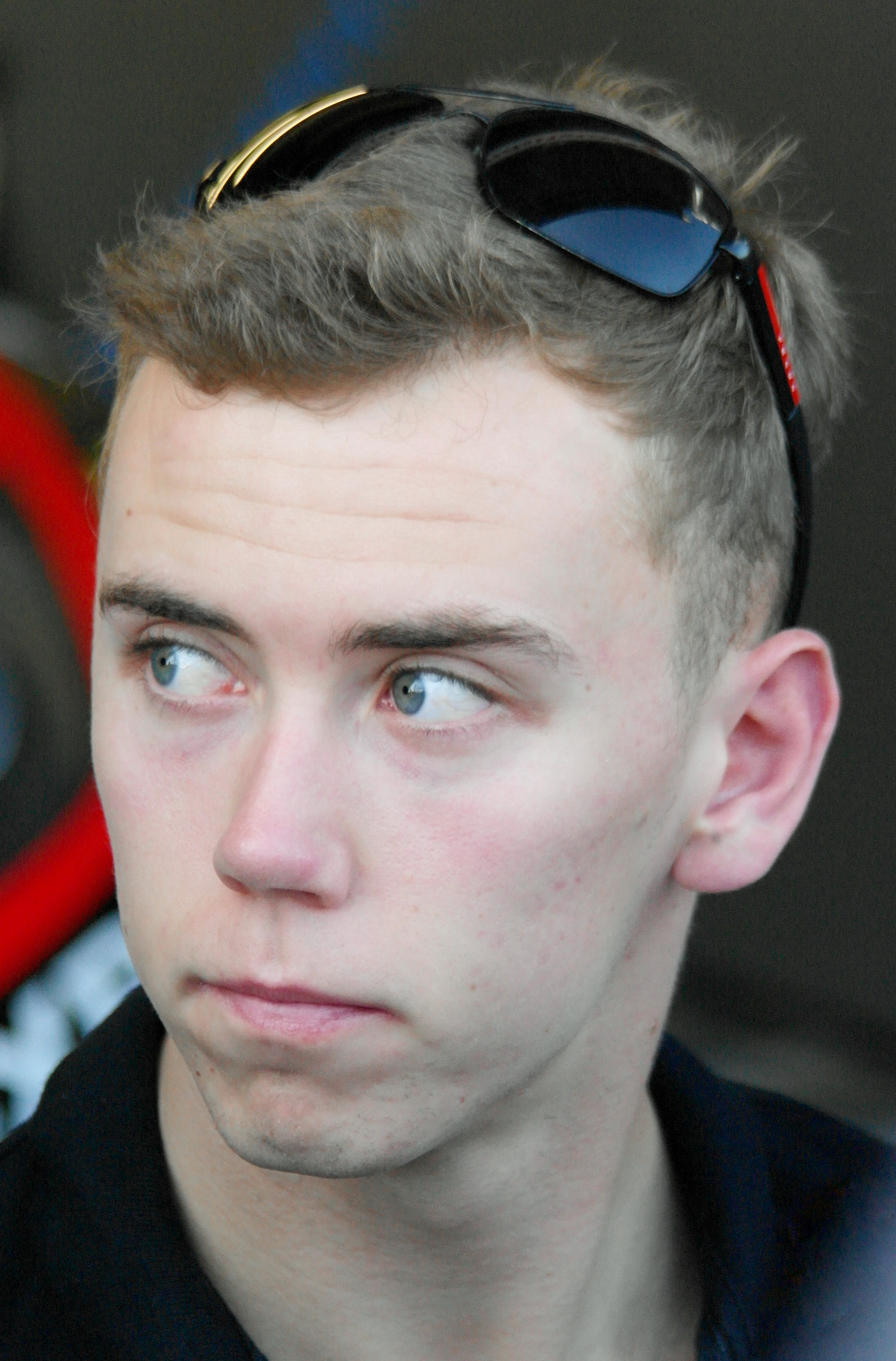
Daniel Lloyd in 2014

Daniel Lloyd (Huddersfield, 4 maart 1992) is een Brits autocoureur.

## Carrière
Lloyd begon zijn autosportcarrière in het karting in 2006, waarin hij twee jaar actief bleef. In 2008 stapte hij over naar het Ginetta Junior Championship, waarin hij uitkwam voor het team Tockwith Motorsport. Hij won de races op het Croft Circuit en het Knockhill Racing Circuit en stond nog twee andere keren op het podium, waarmee hij vijfde werd in de eindstand met 403 punten.
In 2009 maakte Lloyd de overstap naar de Renault Clio Cup UK. Hij begon het seizoen bij het Team Pyro, maar stapte na drie raceweekenden over naar het team Total Control Racing, waar hij het seizoen afmaakte. Met een vijfde plaats op de Rockingham Motor Speedway als beste resultaat werd hij elfde in het kampioenschap met 215 punten. Aansluitend wist hij het winterkampioenschap van deze klasse te winnen.
In 2010 kwam Lloyd oorspronkelijk uit in het Skip Barber National Championship in de Verenigde Staten, maar halverwege het seizoen mocht hij debuteren in het British Touring Car Championship (BTCC) op het Croft Circuit in een Vauxhall Vectra bij het team Triple Eight Racing. In twee van de drie races eindigde hij in de top 10 en werd zo met zeven punten zeventiende in het kampioenschap.
In 2011 reed Lloyd in de Volkswagen Scirocco R-Cup. Hij won de races op de Lausitzring en de Hockenheimring en eindigde met nog twee andere podiumplaatsen op de derde plaats in het klassement met 351 punten.
In 2012 reed Lloyd in de Britse Porsche Carrera Cup voor het Team Parker Racing. Hij won één race, op het Thruxton Circuit, en behaalde nog drie andere podiumplaatsen, waarmee hij zesde werd in de eindstand met 202 punten. In 2013 bleef hij hier actief en won opnieuw de race op Thruxton. Met negen andere podiumplaatsen verbeterde hij zichzelf naar de vierde plaats in het kampioenschap met 249 punten. In 2014 en 2015 had hij geen vast racezitje, maar kwam hij wel uit in enkele races van de Blancpain GT Series en Blancpain Endurance Series.
In 2016 keerde Lloyd terug in het BTCC bij het team Eurotech Racing, waarvoor hij drie raceweekenden reed. Met een zesde plaats op Oulton Park eindigde hij op de twintigste plaats in het kampioenschap met 36 punten. Daarnaast kwam hij in aanmerking voor het independentskampioenschap, waarin hij zeventiende werd met twee podiumplaatsen. Aan het eind van het seizoen keerde hij terug in de Britse Porsche Carrera Cup voor de laatste twee raceweekenden van het seizoen bij het team IN2 Racing. Op Brands Hatch behaalde hij een podiumplaats en met 48 punten eindigde hij op de veertiende plaats in het kampioenschap.
In 2017 stapte Lloyd oorspronkelijk fulltime over naar het BTCC, waarbij hij terugkeerde bij zijn oude team Triple Eight Racing. Na vier raceweekenden, waarin hij slechts zes punten scoorde, verliet hij het team en het kampioenschap. Vrijwel direct werd hij aangenomen om zijn seizoen voort te zetten in de TCR International Series bij het team Lukoil Craft-Bamboo Racing als vervanger van de gestopte Hugo Valente vanaf het vijfde raceweekend op de Salzburgring.